# Долботовское сельское поселение
До́лботовское сельское поселение — муниципальное образование в северной части Погарского района Брянской области. Административный центр — деревня Долботово.
Образовано в результате проведения муниципальной реформы в 2005 году, путём слияния дореформенного Долботовского сельсовета и части Берёзовского сельсовета.

## Население
| 2010 | 2011  | 2012  | 2013  | 2014  | 2015 | 2016 |
| ---- | ----- | ----- | ----- | ----- | ---- | ---- |
| 1137 | ↘1128 | ↘1079 | ↘1022 | ↘956  | ↘907 | ↘846 |
| 2017 | 2018  | 2019  | 2020  | 2021  |      |      |
| ↘811 | ↘785  | ↘766  | ↘730  | ↗1005 |      |      |

## Населённые пункты
| № | Населённый пункт | Тип     | Население |
| - | ---------------- | ------- | --------- |
| 1 | Долботово        | деревня | ↘423      |
| 2 | Абаринки         | деревня | ↘84       |
| 3 | Красный Октябрь  | посёлок | ↘10       |
| 4 | Михновка         | деревня | ↘148      |
| 5 | Савостьяны       | село    | ↘277      |
| 6 | Храповка         | деревня | ↘75       |
| 7 | Юрково           | деревня | →5        |